# سيباستيان سورسا
سيباستيان سورسا (بالفنلندية: Sebastian Sorsa)‏ (25 يناير 1984 بهلسنكي في فنلندا - ) هو لاعب كرة قدم فنلندي في مركز الوسط. شارك مع منتخب فنلندا تحت 21 سنة لكرة القدم ومنتخب فنلندا لكرة القدم. أما مع النوادي، فقد لعب مع ليدز يونايتد ونادي هلسنكي وهاميلتون أكاديميكال.

## وصلات خارجية
- سيباستيان سورسا على موقع الاتحاد الدولي (مؤرشف)  (الإنجليزية)
- سيباستيان سورسا على موقع الاتحاد الأوربي (الإنجليزية)
- سيباستيان سورسا على موقع قاعدة بيانات كرة القدم.إي يو (الإنجليزية)
- سيباستيان سورسا على موقع ناشيونال فوتبول تيمز (الإنجليزية)
- سيباستيان سورسا على موقع Soccerway.com (الإنجليزية)
- سيباستيان سورسا على موقع عالم كرة القدم.نت (الإنجليزية)
- سيباستيان سورسا على موقع AS.com (الإسبانية)